# Найман (Омская область)
Найман — упразднённый аул в Шербакульском районе Омской области России. Находится на территории современного Борисовского сельского поселения.

## География
Найман находится в юго-западной части Омской области, в пределах Ишимской равнины, являющейся частью Западно-Сибирской равнины.
Абсолютная высота — 106 м над уровнем моря.

## История
Аул Найман был образован в начале XVII века на территории Степного края, впоследствии вошедшего в состав Степного генерал-губернаторства Российской империи. Его основали казахи, отходившие на север в результате экспансии джунгар.
Основателями аула Найман были братья Тани и Танишпай, сыновья Сери-батыра из племени Теристанба, рода Ркрэк. 10-го и 11-го сыновья из 12-ти братьев. Сери-шешен батыр, при вторжении джунгаро-калмыков на казахские кочевья и начала многолетней войны с джунгарским ханством, отправил младших малолетних сыновей, чтобы уберечь их, к их нагаши (родственникам жены) из племени Кипчак на территории нынешней Омской области, тогда ещё казахские территории, а сам, с остальными сыновьями выступил против врагов. Самый младший сын Сери-батыра, младший брат Тани и Танишпайя отстал от них и пропал без вести - следов уже его потомков нет. Прибывших братьев нагаши приняли, выделили им земли, женили и создали ауыл Найман.
После разгрома джунгарского ханства казахами, империей Мин и Российской империей, в ауыл Найман прибыл один из их старших братьев. Он привез обращение старших братьев к младшим вернуться на родину, на территорию нынешней Восточно-Казахстанской области Республики Казахстан. Братья предложили старшему брату дождаться прихода весны и тогда решить вопрос с перекочёвкой на их родину.
С приходом весны, когда старший брат поднял вопрос цели своего визита, Тани и Танишпай высказали сомнения  и отказались возвращаться на свою родину, обосновав свой отказ от перекочёвки тем, что, они  приросли к своей уже земле, к Родине их детей и будущих их потомком, и их брату-парламентёру пришлось возвратиться на  родину к своим братьям, далее связь между братьями прервалась.
По прошествии многих десятилетий, отбившиеся  и преследуемые найманы, прослышав об ауыле Найман, приходили туда, где их принимали в свою семью. в свой род, ауыл разрастался.
Асан являлся сыном Танишпая, Кыныр был сыном Асана. Сыном Кыныра был "Сокыр", настоящее его имя не сохранилась в памяти его потомков. У "Сокыра" было несколько сыновей и один из них младший сын Мейрман, отец Сулеймена.
После Великой Октябрьской революции, жители ауыла Найман, число которых увеличилось за счёт потомком Тани и Танишпая, и потомков найманов примкнувших и принятых в состав ауыла Найман, создали колхоз "Казак", показав тем, самым, что они казаки, а не киргизо-кайсаки, как их назвали русские переселенцы из западных территорий Руси.
В период  становления Советской власти и размежевания по национальному признаку, территория Омской области была отделена от Акмолинской губернии и передана в состав РСФСР, а колхоз "Найман" был переименован в колхоз "Путь Сталина".
Одним из руководителей, председателем колхоза избирался Мейрманов Казий Сулейменович, один из сыновей аксакала-старейшины Сулеймена.
В годы Великой Отечественной войны, аксакал Сулеймен, все четыре сына которого были в рядах Красной армии, воевали на фронтах ВОВ, младший из них - Султан, 1925 года рождения, погиб в бою 17.08.1944 года освобождая город Вана-Антсла Советской Эстонии, самолично оплатил постройку одного боевого танка и подарил его РККА.
В силу борьбы за власть и влияние среди ауыльчан и органами центральной советской власти была нарушена целостность между родственниками и потомками примкнувших-принятых, о событиях которых описано ниже, найманы стали покидать свой родные дома, так начался распад ауыла Найман.
В период раскулачивания и репрессий 30-х годов многие жители аула подверглись гонениям. Так, например,  один из потомков сыновей "Сокыра"  Уразбаев Рамазан Ибрагимович , 1908 года рождения, был избран председателем колхоза, которым руководил с 1940 по 1951 год, ещё до этого, в 1938 году был арестован, но в следующем году оправдан и из-под стражи освобожден. Колхозник Байманов Согумбай 1888 года рождения, 28.07.1937 года арестован, осужден 17.11.1937 г. тройкой при УНКВД по Омской области по статье 58 УК РСФСР и 20.11.1937 г. расстрелян. Бригадир колхоза Байманов Каткей, 1898 года рождения, был арестован 13.03.1937 г., осужден 17.11.1937 г. тройкой при УНКВД по Омской области по той же статье, 20.11.1937 г. расстрелян. Впоследствии оба были реабилитированы.
В конце 1960-х годов в период кампании «укрупнения» деревень жители аула переехали в Омск и другие более крупные поселения. В результате аул прекратил своё существование.
25 августа 2007 года на месте расположения аула, уроженцами аула Найман и их потомками в торжественной обстановке открыта монументальная композиция — стела, символизирующая связь между поколениями, единство и несгибаемую волю народа. Стела увековечила память о жителях поселения.

## Инфраструктура
С начала 1950-х годов в ауле действовала 7-летняя средняя национальная школа с преподаванием предметов на казахском языке. Школа была открыта для детей аула Найман, а также близлежащих аулов: Шахман, Акпай, Карагаш, Тапал. Одновременно в школе обучалось более 100 детей.

### Экономика
Жители аула занимались скотоводством вплоть до начала XX века.
После Октябрьской Революции, в ауле был создан колхоз, который сначала назывался «Казак», а затем аул вошёл в состав колхоза «Путь Сталина», основным видом деятельности во времена коллективизации стало культивирование зерновых.

## Транспорт
Просёлочные дороги.

## Галерея

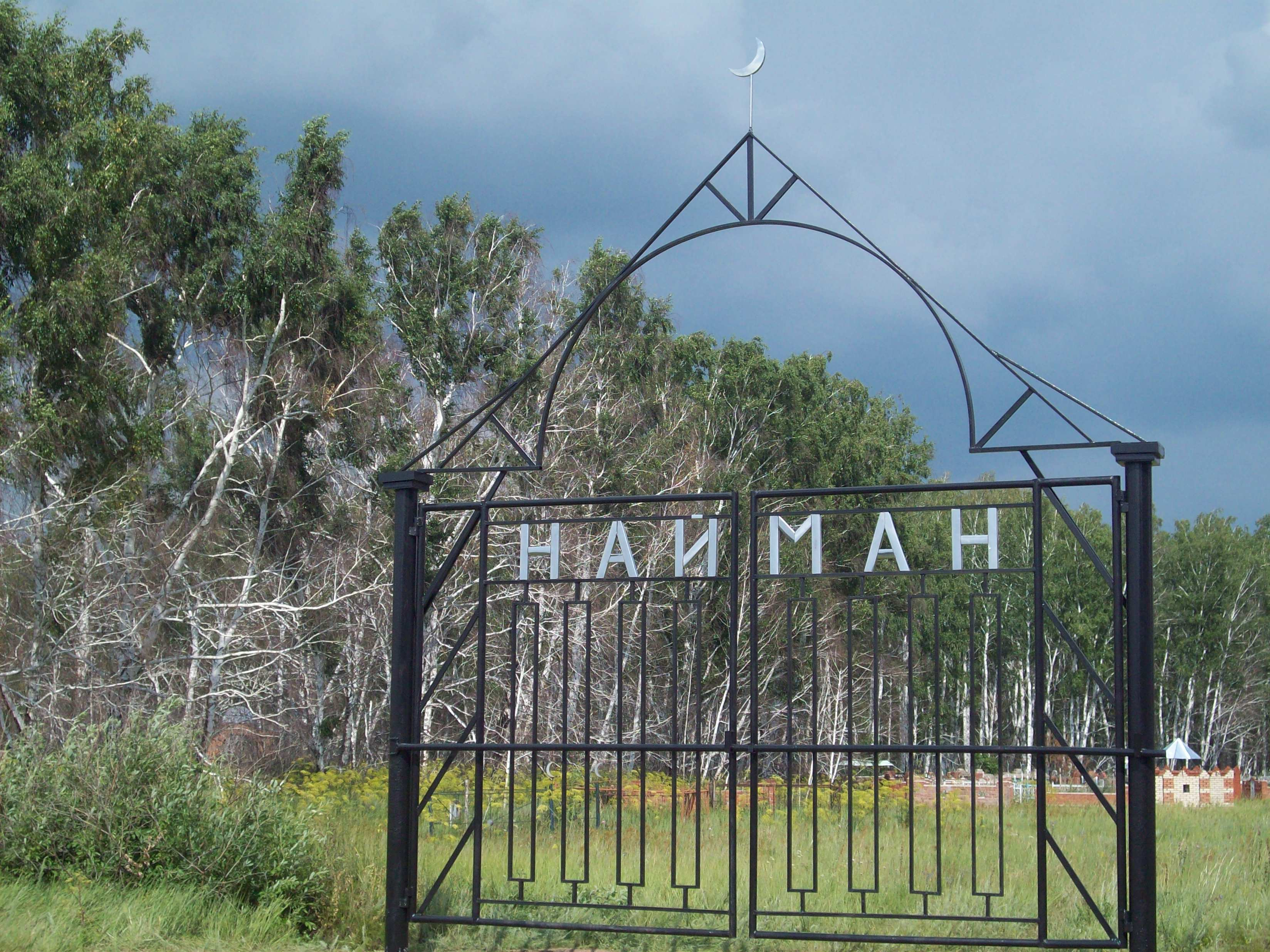
Родовое кладбище аула Найман
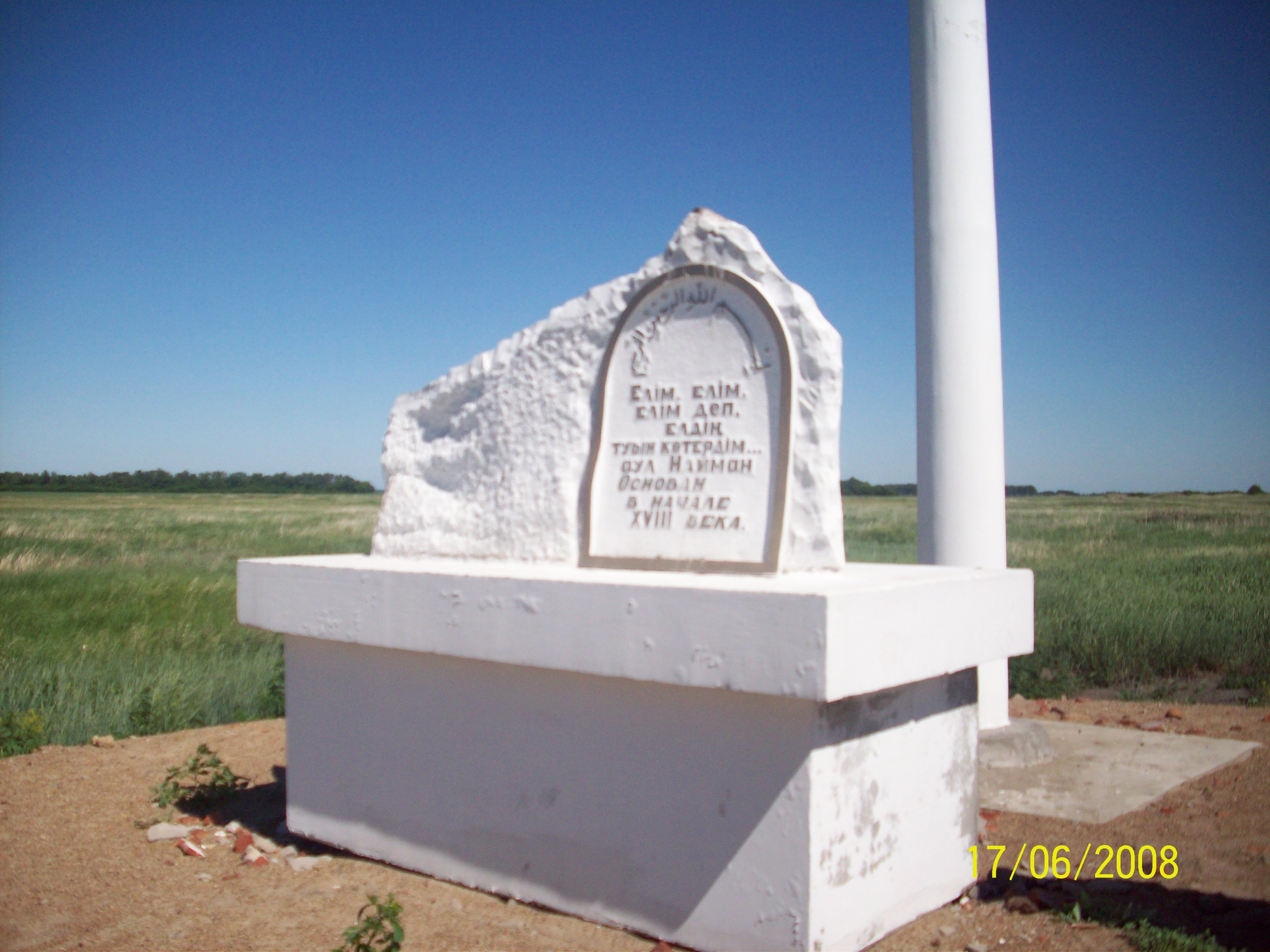
Стела на месте аула
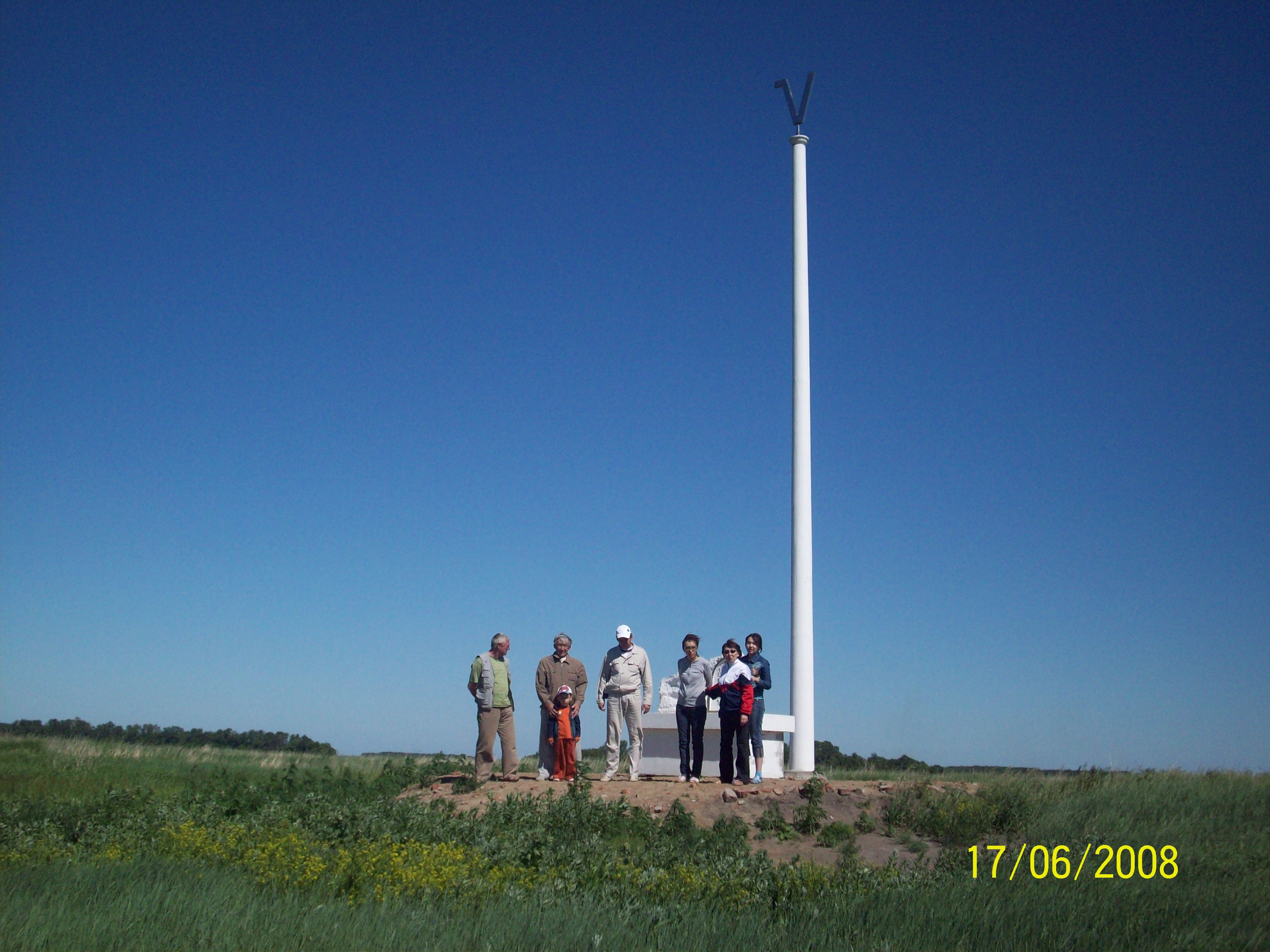
Потомки жителей Наймана, возле стелы